# Crateromys australis
Espèce
Statut de conservation UICN

DD : Données insuffisantes
Crateromys australis est une espèce de rongeurs de la sous-famille des Murinés. Elle est endémique des Philippines.